# Бехштейн, Людвиг
Людвиг Бехштейн (нем. Ludwig Bechstein; 24 ноября 1801, Веймар, — 14 мая 1860, Майнинген) — немецкий писатель, известный составлением сборников народных сказок.

## Жизнь и творчество
Внебрачный сын немки Иоганны Каролины Доротеи Бехштейн и французского эмигранта Луи Дюпонтро. В 1810 году его усыновил дядя, Иоганн Маттеус Бехштейн. После окончания гимназии в 1821 году юноша поступает в ученики к аптекарю в Арнштадте (до 1824 года), затем до 1826 года он — помощник аптекаря в Майнингене и до 1828 года — провизор в Бад-Зальцунгене.
Получив стипендию от местного правителя Бернгарда II, Л. Бехштейн изучает философию, историю и литературу в Лейпциге (1829) и в Мюнхене (1830). В Лейпциге он вступает в студенческое братство. В 1831 году молодой человек назначается герцогским библиотекарем в Майнингене и в 1833 году — директором герцогской библиотеки. В 1832 году Л. Бехштейн основывает «Хеннебергское общество древней истории», председателем которого остаётся до 1857 года. В 1834 году он пишет и издаёт «Хронику города Майнинген 1676—1834». В 1840 году Л. Бехштейну присваивается чин придворного советника. В 1842 году он вступает в масонскую ложу «Шарлотта у трёх гвоздик». В 1848 году он становится руководителем архива графства Хеннеберг.
Л. Бехштейн писал как поэтические произведения (лирического и патриотического характера), так и исторические новеллы и романы (роман «Тёмный граф» (Der Dunkelgraf, 1854), однако подлинную славу принесли ему изданные им сборники немецких народных сказок. Ещё в 1823 году он выпускает небольшой сборник «Тюрингские народные сказки». В 1845 году выходит в свет составленная им «Немецкая книга сказок». Вышедшая в 1853 году его «Книга немецких саг» была не столь популярна, как предыдущие сборники сказок, однако в научном мире считается классическим собранием германского эпического творчества. Л. Бехштейн был также автором нескольких путеводителей и изданий для путешествующих по Тюрингии.
Его сын Рейнгольд (1833—1894) — стал филологом, специалистом по немецкому языку и германским древностям.

## Избранная библиография
| Thüringische Volksmärchen (1823)                                                                                                  | Тюрингские народные сказки (1823)                                                                                           |
| Sonettenkränze (1826, through which Duke Bernhard became interested in him)                                                       | Сонеттенкранце (1826, благодаря которому герцог Бернхард заинтересовался им)                                                |
| The Children of Haymon (1830, epic poem)                                                                                          | Дети Хеймона (1830, эпическая поэма)                                                                                        |
| Der Totentanz (The Dance of Death, 1831, epic poem)                                                                               | Танец смерти (1831, эпическая поэма)                                                                                        |
| Grimmenthal (1833, novel) | Гримменталь (1833, роман)                                                                                                   |
| Luther (1834) | Лютер (1834) |
| The Legend Treasure and the Legendary Cycles of Thuringia (1835-38)                                                               | Легендарное сокровище и легендарные циклы Тюрингии (1835-38)                                                                |
| Fahrten eines Musikanten (Journeys of a Musician, 1836-37, novel)                                                                 | Путешествия музыканта (1836-37, роман)                                                                                      |
| Deutsches Märchenbuch (German Fairy-Tale Book, 1845; 41st ed., 1893);                                                             | Deutsches Märchenbuch (Немецкая книга сказок, 1845; 41 штед., 1893);                                                        |
| French translation with introduction and comments: Corinne and Claude Lecouteux, Paris, José Corti, 2010 (collection Merveilleux) | Перевод на французский язык с введением и комментариями: Корин и Клод Лекуте, Париж, Хосе Корти, 2010 (сборник Merveilleux) |
| New Natural History of Pet Birds (1846, humorous didactic poem)                                                                   | Новая естественная история домашних птиц (1846, юмористическое дидактическое стихотворение)                                 |
| Berthold der Student (1850, novel)                                                                                                | Бертольд Студент (1850, роман)                                                                                              |
| Deutsches Sagenbuch (1853) | Немецкий сборник легенд (1853)                                                                                              |
| Thüringer Sagenbuch (1858) | Книга тюрингских легенд (1858)                                                                                              |
| Thuringia’s Royal House (1865) | Королевский дом Тюрингии (1865)                                                                                             |